# Hans Belting
Pour les articles homonymes, voir Belting.
Hans Belting (né le 7 juillet 1935 à Andernach et mort à Berlin le 10 janvier 2023) est un historien de l'art du Moyen Âge, de la Renaissance, un contemporanéiste et anthropologue allemand. 
Épistémologue des sciences de l'art. Il est aussi critique d'art, historien du regard (Geschichte des Blicks), théoricien de l'image (Bildwissenschaft (de)) et des médias, spécialiste  de l'anthropologie de l'art, des relations entre modernité et art, entre autres en référence au peintre Max Beckmann ou dans la continuité de l'historien Jean-Pierre Vernant.

## Carrière
Hans Belting fait des études byzantines à Mayence où il présente son doctorat en 1959. À cette époque, il séjourne à Rome et est Visiting Fellow à Dumbarton Oaks (Washington, DC), sous la direction d'Ernst Kitzinger.
Assistant à l'université de Hambourg en 1966 (habilitation), il est nommé professeur d'histoire de l'art en 1970 à l'université de Heidelberg, puis en 1980 à l'université de Munich, où il occupe la chaire de Heinrich Wölfflin et de Hans Sedlmayr. En 1992, il quitte Munich pour diriger l'école doctorale Science de l'art et théorie des médias (Fach Kunstwissenschaft und Medientheorie) au sein de la récente École nationale supérieure pour la conception formelle (de) (Staatliche Hochschule für Gestaltung Karlsruhe), un institut spécialisée dans l'art et les nouveaux médias de Karlsruhe, dont il est aussi le cofondateur. Il occupe ce poste jusqu’en 2002, puis y anime comme professeur honoraire The Project Global Art and the Museum au titre de Project Curator (voir plus bas). Il a aussi été professeur invité à Harvard (1984), à l'université Columbia (1989-1990), par le Getty Institute à Buenos Aires et à l'EHESS au cours de sa carrière.
À la retraite depuis 2002, il intervient dans plusieurs universités (comme à l'université Northwestern) et a reçu de multiples titres honorifiques (professeur honoraire et membre d'académies). Francophone, il a notamment occupé la chaire dite européenne au Collège de France de 2002 à 2003, portant sur L'histoire du regard. Représentation et vision en Occident.  Il a ensuite été directeur du Internationales Forschungszentrum Kulturwissenschaften (de) de Vienne (Autriche) entre 2004 et 2007.

### L'histoire de l'art est-elle finie?
C'est particulièrement son essai intitulé Das Ende der Kunstgeschichte ? (trad. par L'histoire de l'art est-elle finie ?), publié en 1983 et poursuivi en 1995 (eine Revision nach zehn Jahren), qui l'a fait connaître au-delà de sa discipline et par le grand public. En 1985, il synthétise ses propositions dans un article en français de la Revue de l'art (voir bibliogr.).  Bilan épistémologique fondamental, ses propos sont très discutés. Mais, compris comme une remise en cause dangereuse de leur savoir par certains, un clivage à son égard a persisté chez des historiens de l'art « de la tradition académique ».

### Kunstgeschichte: eine Einführung
Belting participe à une introduction à l'histoire de l'art Kunstgeschichte : eine Einführung en 1986 (revu et augmentée sept fois, depuis), avec Heinrich Dilly, Wolfgang Kemp, Willibald Sauerländer et Martin Warnke, présentant les différentes approches de la discipline. Ce volume est salué entre autres par The Burlington Magazine qui conclut avec  « an English translation would be most desirable » (p. 644, « une traduction anglaise serait plus que souhaitable »). En dépit de l'éloge qu'en a fait aussi Roland Recht en 1999 (« une remarquable présentation des procédures selon lesquelles l'histoire de l'art est amenée, aujourd'hui, à renouveler ses méthodes et son savoir », p. 8-9), ce recueil n'est toujours pas traduit.

## Perspectives
Plusieurs thèmes se dégagent de ses travaux : l'anthropologie comparée du regard ou des relations des hommes aux images (comme dans Florenz und Bagdad) ; l'histoire de l'art comme structure de représentation et mise en forme d'un discours spécialisé ; et celui mené avec Peter Weibel et Andrea Buddensieg sur les enjeux de la globalisation du marché de l'art dans le prisme des rivalités politiques ou économiques.

## Citations
« L'expression « histoire de l'art » relie deux concepts qui ont reçu au XIXe siècle seulement le contenu qui nous est familier. L'art est, en son sens le plus étroit, une qualité que nous reconnaissons aux œuvres d'art, l'histoire est un sens que nous reconnaissons aux événements historiques et qui leur est subordonné. Une « histoire de l'art » transforme ainsi une conception de l'art à partir des œuvres en élément d'une explication historique indépendante des œuvres mais que les œuvres reflètent. L'historicisation de l'art est devenue de cette façon le modèle général de l'étude de l'art. »

— in L'histoire de l'art est-elle finie ?, trad. par J.-F. Poirier et Y. Michaud, 1989 [1980], p. 16

« Le débat méthodologique tourne à la rétrospective de l'« âge d'or », c'est-à-dire du temps où ont été formulées les grandes visions et les règles herméneutiques [...] Même les procédures les moins contestées n'échappent pas au poids de la tradition. Il s'avère de plus en plus nettement que les prophètes en ces matières ont moins posé "les" questions sur l'art que leurs propres questions. Elles ne sont même pas toujours assez clairement énoncées pour se prêter chez eux à des réponses rigoureuses. Ou bien les réponses sont devenues si banales que seules des questions inédites peuvent apporter à l'histoire de l'art quelques perspectives nouvelles. »

— in La fin d'une tradition, trad. Jean d'Yvoire, 1985, p. 5-6

« Je ne parle ni de l'art ni de l'histoire de l'art mais des problèmes actuels de ces deux. »

— Préambule à la conférence de UTLS, 2000

« Nous vivons avec des images et nous comprenons le monde en images. Ce rapport vivant à l'image se poursuit en quelque sorte dans la production extérieure et concrète d'images qui s'effectue dans l'espace social et qui agit, à l'égard des représentations mentales, à la fois comme question et réponse, pour employer une formulation toute provisoire. »

— in Pour une anthropologie des images, trad. par Jean Torrent, 2004 [2001], p. 18

« L’anthropologie de l’image se propose de réfléchir sur une définition nouvelle et étendue de l’image, tant au sens interculturel qu’historique. » [...] « Ce qu’est le regard occidental peut être révélé par la comparaison des cultures d’une part et à travers l’histoire des représentations et de la culture occidentales d’autre part. »

— Conclusion de son enseignement au Collège de France, 2004

« Selon Belting, ce n'est qu'avec la Renaissance et la Réforme et, au fond, qu'avec l'essor des collections et la naissance de l'histoire de l'art comme genre littéraire [que les notions d'art ou d'œuvre d'art] prennent corps, envahissant le langage des contemporains et se substituant aux concepts et aux vocables qui s'étaient jusque-là imposés. Ce qui des siècles durant avait été désigné comme trace, empreinte ou réceptacle du sacré devient un objet artificiel, fait par l'homme pour son plaisir, et tirant précisément de cette origine sa dignité. Révolution radicale. Les mots de l'image sont bel et bien faits de main d'homme, résume l'historien. »

— Olivier Christin, 2008

## Publications notables

### Publications et collaborations de Hans Belting
- Kunst ohne Geschichte ? Ansichten zu Kunst und Kunstgeschichte heute, dir. Anne-Marie Bonnet et Gabriele Kopp-Schmidt, Munich, 1995  (ISBN 3406399894).
- Internationales Forschungszentrum Kulturwissenschaften, Biobibliographie : Hans Belting, Vienne (Autriche), 2005, 8 p. (pdf en ligne).
- Schriftenverzeichnis : Hans Belting .

### Ouvrages
- Das Bild und sein Publikum im Mittelalter : Form und Funktion früher Bildtafeln der Passion, 1981 ; trad. fr. L'Image et son public au Moyen Âge.
- Das Ende der Kunstgeschichte ? [Conférence inaugurale à l'Université de Munich, 1980], 1983 ; trad. fr. L'histoire de l'art est-elle finie ?, 1989 (Rayon art), repr. 2007  (ISBN 978-2-07-031832-2) ; suivi de Das Ende der Kunstgeschichte : eine Revision nach zehn Jahren, 1995  (ISBN 3-406-38543-5) ; dernière version Art History after Modernism, trad. angl. Caroline Saltzwedel, Mitch Cohen puis Kenneth Northcott, Chicago, 2003  (ISBN 0226041840).
- Max Beckmann : die Tradition als Problem in der Kunst der Moderne, 1984.
- Bild und Kult : eine Geschichte des Bildes vor dem Zeitalter der Kunst, 1990 ; trad. fr. Image et culte : une histoire de l'image avant l'époque de l'art, 1998, repr. 2007  (ISBN 2-204-08350-X). Compte-rendu
- Bild-Anthropologie : Entwürfe für eine Bildwissenschaft, Munich, 2001 ; trad. fr. Pour une anthropologie des images, Paris, 2004  (ISBN 978-2-07-0767991) (compte rendu ; critique).
- Szenarien der Moderne : Kunst und ihre offenen Grenzen, 2005.
- Das echte Bild. Bildfragen als Glaubensfragen, 2005.
- Florenz und Bagdad. Eine westöstliche Geschichte des Blicks, 2008.
- Faces. Eine Geschichte des Gesichts, 2013.

### Articles
- La fin d'une tradition, dans Revue de l'art, 69, Paris, 1985-3, p. 4-12  (ISSN 0035-1326) (pdf en ligne).
- Images réelles et corps fictifs, dans Le Monde, Paris, 27 février 2003.
- Résumé du cours au Collège de France : 2002-2003, Paris, 2004 (pdf en ligne).
- Zur Ikonologie des Blicks, dans Ikonologie des Performativen [congrès], sous la dir. de Christoph Wulf et Jörg Zirfas, Munich, 2005, p. 50-58  (ISBN 3-7705-4138-3).
- La fenêtre et le moucharabieh : une histoire de regards entre Orient et Occident, dans Penser l'image, sous la dir. de Emmanuel Alloa, Presses du réel, Dijon, 2010, p. 145-176  (ISBN 978-2-84066-343-0).

### Collectif
- Kunstgeschichte : eine Einführung [Histoire de l'art : une introduction], sous la dir. de Hans Belting, Heinrich Dilly, Wolfgang Kemp, Willibald Sauerländer et Martin Warnke, 1986 ; 7e éd. rev. et corr., Berlin, 2008  (ISBN 978-3-496-01387-7).

## Conférences
- Qu'est-ce qu'un chef-d'œuvre ? [conférences du 16 mars au 6 avril 1998 au musée du Louvre], Hans Belting, Arthur Danto, Jean Galard, et al., sous la dir. de Jean Galard et Matthias Wascheck, Paris, 2000  (ISBN 2-07-075963-6).
- L'histoire de l'art au tournant [conférence du 7 avril 2000 à l'UTLS], Paris, 2000 (swf en ligne) ; 98e conférence publiée dans Qu'est-ce que la société ?, sous la dir. d'Yves Michaud, Paris, 2000, p. 95-107 (Université de tous les savoirs, 3)  (ISBN 2-7381-0910-1).
- Contemporary Art and the Museum in the Global Age, dans Contemporary art and the museum : a global perspective [conférences The Global Future of Local Art Museums, 2006], sous la dir. de Peter Weibel et Andrea Buddensieg, Ostfildern, 2007, p. 16-37  (ISBN 978-3-7757-1933-9 et 3-7757-1933-4) (tables et site).
- Why the Museum ? New Markets, Colonial Memories, and Local Politics : Keynote Lecture [ZKM conference, October 19th, 2007], dans The global art world, sous la dir. de Hans Belting et Andrea Buddensieg, Ostfildern, 2009  (ISBN 978-3-7757-2407-4) (html en ligne).
- La double perspective : la science arabe et l'art de la Renaissance [Conférence du 24 mars 2009 à l'université Lyon 2], trad. par Christian Joschke, Lyon, 2010  (ISBN 978-2-84066-384-3).